# 겐카이나다

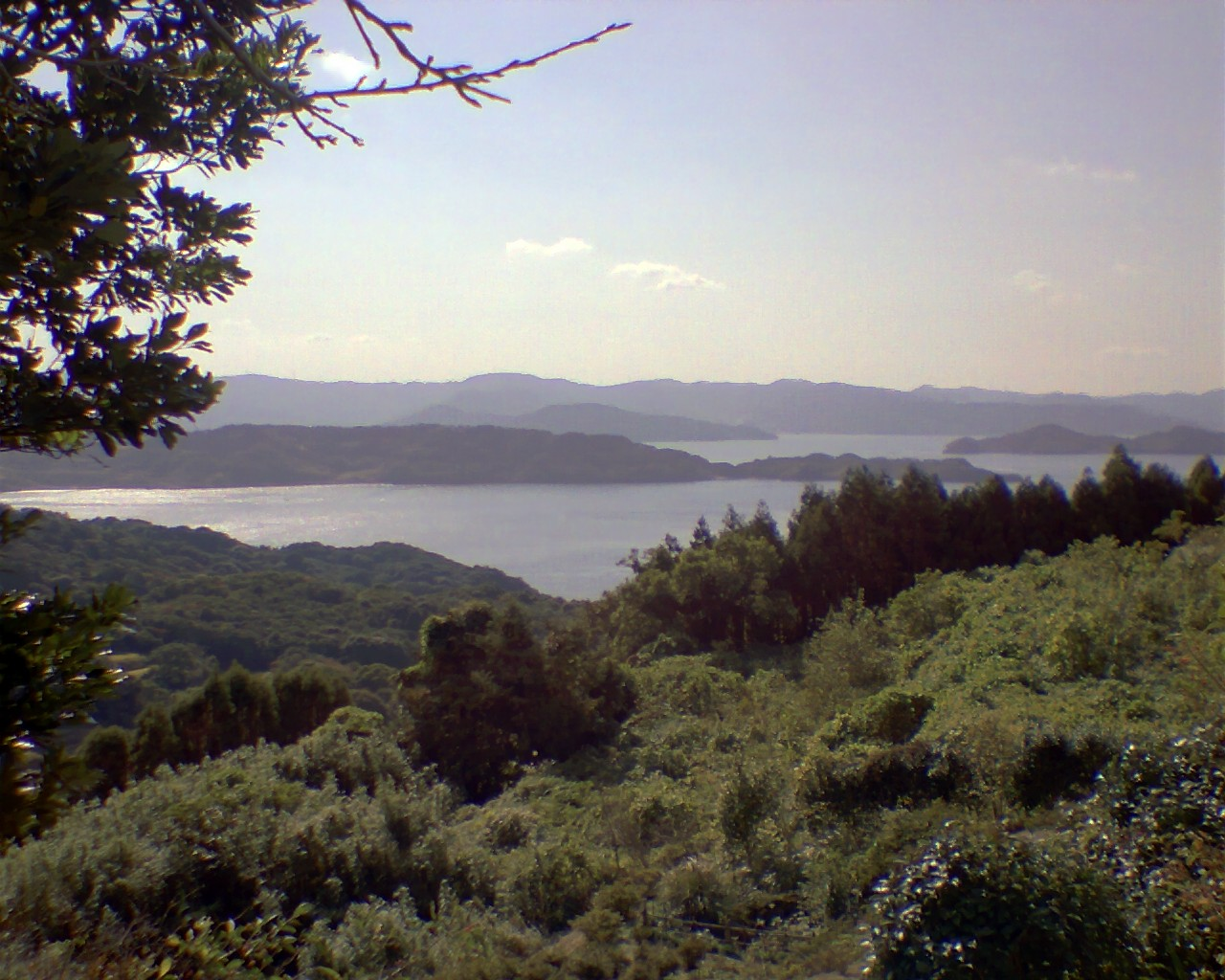
사가현 가라쓰시에서 바라본 겐카이나다

겐카이나다(일본어: 玄界灘, 현계탄)은 일본 규슈인들이 규슈 북서부 해역을 지칭하는 말이다. 대륙붕이 전개되고 쓰시마 해류가 흘러 세계 유수의 어장으로 알려져 있다.
겐카이나다(일본어: 玄界灘, 한국 한자음: 현계탄)는 玄海灘(한국 한자음: 현해탄)와 발음이 같아 혼용되었으나 玄界灘이 정식 명칭이다. 대한민국에서는 대한민국과 일본 간 왕래를 일컬어 "현해탄을 건넌다"고 표현하기도 한다.
겐카이나다(일본어: 玄界灘)를 겐카이(玄界)라고 약칭하거나 옛날에 겐카이요(玄界洋)라고도 썼으므로 겐요(玄洋)라고도 약칭한다. 규슈인들이 규슈 북서부의 해역을 표현하면서 현(玄) 자를 쓴 것은 동양의 전통 관념에서 현무가 북쪽, 주작이 남쪽을 가리킨다는 점과 관련이 있다.

## 범위
일반으로는 후쿠오카현 무나카타시 가네곶에서 시카노섬, 이토시마반도, 가라쓰만을 거쳐 사가현 가라쓰시 히가시마쓰우라반도까지, 앞바다는 오시마, 오키노시마, 나가사키현의 이키시마, 츠시마 사이의 해역을 말한다. 동은 히비키나다, 남서는 동중국해, 서와 북은 동해와 이어지는데 동은 온가강 하구, 서는 히라 해협까지라고 하기도 한다.

## 인용
"엄마는 현해탄을 건너온 지 이십년도 더 흐른 뒤에야 처음으로 고향의 가족들을 만날 수 있었다. 엄마가 조선땅에서 치른 갖가지 고난을 생각하면..." 유소림

## 같이 보기
- 대마도 분쟁
- 대한해협
  - 쓰시마 해협
- 겐카이 국정공원
- 현해탄의 무지개
- 겐카이나다 해난사고